# Acrocercops praeclusa
Acrocercops praeclusa là một loài bướm đêm thuộc họ Gracillariidae. Loài này có ở Karnataka và Bihar, Ấn Độ, cũng như Sri Lanka. Nó được miêu tả bởi Edward Meyrick năm 1914. Ấu trùng ăn Lannea coromandelica và Odina wodier.